# Безлотоксумаб
Безлотоксумаб — лекарственный препарат, моноклональное антитело для предотвращения повторной инфекции, вызванной Clostridium difficile. Одобрен для применения: США (2016).

## История
9 июня 2016 года Консультативный комитет FDA США по противомикробным препаратам провёл заседание для обсуждения безлотоксумаба. Комитет проголосовал за рекомендацию одобрить лицензионную заявку компании Merck, в целом выразив готовность согласиться с тем, что испытания доказали, что безлотоксумаб снижает общее количество рецидивов C. difficile. Полученные данные позволили предположить, что безлотоксумаб может принести наибольшую пользу больным пациентам с высоким риском рецидива, но при этом он показал статистическую пользу во всех подгруппах пациентов. Хотя в популяции пациентов в целом было много очень больных людей, и поэтому наблюдалось много нежелательных явлений как у пациентов, получавших плацебо, так и у пациентов, получавших безлотоксумаб, комиссия сосредоточила внимание на небольшом количестве серьёзных побочных эффектов у пациентов с сердечной недостаточностью. В этой подгруппе пациентов, получавших безлотоксумаб, частота негативных последствий оказалась выше, чем в группе плацебо, хотя, возможно, имела место диспропорция в том, насколько больными были пациенты в этих группах.
Безлотоксумаб получил одобрение FDA в октябре 2016 года: «показан для снижения частоты рецидивов инфекции C. difficile у пациентов в возрасте 18 лет и старше, получающих антибиотики для лечения CDI и имеющих высокий риск рецидива».

## Механизм действия
Связывается с токсином B

## Показания
- предотвращение повторной инфекции, вызванной Clostridium difficile, у пациентов с 18 лет, получающих антибактериальную терапию и у кого высокий риск рецидива[7]

## Способ применения
внутривенная инфузия.